# Фа (мифология)
Фа (с кит. — «закон», а также «образец, правило, метод») — понятие китайской философии и культуры.

## Историчность понятия
В моизме фа тянь — «подражание Небу», «небесный образец» — единое правило, постановленное Небом как высшей безличной силой и заключённое во «всеобщей любви и взаимной выгоде», а сама суть фа — это «метод» («то, следуя чему, можно получить результат») и мера оценки результатов, а также правило получения и применения адекватного знания.
Мыслители школы бин цзя уясняли фа как всеобъемлющий и организующий принцип, строй общественной жизни.
В легизме фа стала основной категорией, которая обозначала правовые законы, соотносившиеся с определённым обстоятельством и выдвинутые вопреки неизменности конфуцианских норм, касающихся ли — благопристойности; также легисты выдвигали «теорию государственного правления в соответствии и на основе» данных законов .
В трактате «Сунь-цзы» проявилась тенденция к сближению закона с «благопристойностью»: нарушение правил «благопристойности» влечёт за собой нарушение закона.
С эпохи Хань (206 до н. э. — 220 н. э.) обнаруженная тенденция стала свойственной для имперской конфуцианской доктрины.